# The Antidote (Ronny Jordan)
Pour les articles homonymes, voir Antidote (homonymie).
Pour l'album de Moonspell, voir The Antidote (album).
The Antidote est un album du guitariste de jazz Ronny Jordan. 
C'est son premier album solo, sorti en 1992 sur le label Island Records. La reprise de So What de Miles Davis a connu un grand succès. Le morceau After Hours est remarqué pour l'alliance entre l'acid jazz et le smooth jazz.

## Liste des morceaux
1. Get to Grips   	Grant, Jordan 	5:58
2. Blues Grinder   	Jordan 	5:26
3. After Hours (The Antidote)   	Jordan 	5:50
4. See the New   	Grant, Jordan 	3:40
5. So What Miles Davis 	5:08
6. Show Me (Your Love)  	Jordan 	5:34
7. Nite Spice  	Creed, Jordan, Rico 	4:50
8. Summer Smile   	Jordan 	5:44
9. Cool and Funky   	Jordan 	4:57

## Musiciens
- Ronny Jordan - chant, guitare, claviers, programmation
- IG Culture - rap
- Isabel Roberts - chant
- Phillip Bent - flute
- Joe Bashorun - piano
- Adrian York - orgue
- Hugo Delmirani - orgue, vibraphone
- Arnie Somogyi - contrebasse
- Longsy D - programmation rythmes